# Massa de Bonnor-Ebert
En astrofísica, la massa de Bonnor-Ebert és la massa més gran que una esfera de gas isotèrmic incrustat en un mitjà de pressió pot tenir mentre que encara romanen en equilibri hidroestàtic. Els núvols de gas amb masses superiors a la massa de Bonnor-Ebert s'han de sotmetre inevitablement al col·lapse gravitacional per formar objectes molt més petits i més densos. A mesura que el col·lapse gravitacional d'un núvol de gas interestel·lar és la primera etapa en la formació d'una protoestrella, la massa de Bonnor-Ebert és una quantitat important en l'estudi de la formació d'estrelles.
Per un núvol de gas incorporat en un entorn amb una pressió del gas {\displaystyle P_{0}}, la massa de Bonnor-Ebert ve donada per:
{\displaystyle M_{BE}={c_{BE}v_{T}^{4} \over {P_{0}^{1 \over {2}}G^{3 \over {2}}}}}
on G és la constant gravitacional,
{\displaystyle v_{T}\equiv {\sqrt {kT \over {\mu m_{H}}}}}
és la velocitat del so isotèrmic ({\displaystyle \gamma =1}), i la constant adimensional {\displaystyle c_{BE}} is given by
{\displaystyle c_{BE}\simeq 1.18.}